# ثقب الحلمة
ثقب الحلمة هو نوع من أنواع الثقب الجسدي يتم عادة عند قاعدة الحلمة يمكن ثقبه بأي زاوية ولكن يتم إجراؤه عادةً أفقيًا أو عموديًا في قليل من الأحيان. من الممكن أيضًا وضع عدة ثقوب فوق بعضها البعض.

## التاريخ
عادة ثقب الحلمة مارسها العديد من الأشخاص عبر التاريخ تم الإبلاغ عن ثقب حلمة الذكور من قبل شعب كارانكاوا في أمريكا الشمالية، يمارس ثقب الحلمة الأنثوي من قبل سكان القبائل في الجزائر.